# Mielno (jezioro w gminie Węgorzyno)
Mielno – jezioro na Pojezierzu Ińskim, położone w woj. zachodniopomorskim, w powiecie łobeskim, w gminie Węgorzyno, na północny zachód od jeziora Woświn.
Powierzchnia zwierciadła wody wynosi 56,7 ha.
Od południowego brzegu do jeziora wpada rzeka Ukleja płynąca od jeziora Woświn. Rzeka wypływa przy północnym brzegu. Przy północno-wschodnim brzegu leży wieś Mielno.
Zbiornik w typologii rybackiej jest jeziorem linowo-szczupakowym. 
Administratorem wód Mielna jest Gospodarstwo Rybackie Ińsko Michał Czerepaniak. 
Nazwę Mielno wprowadzono urzędowo w 1955 roku, zastępując poprzednią niemiecką nazwę jeziora – Mellen-See.